# 于讷河畔贝卢
于讷河畔贝卢（法語：Bellou-sur-Huisne，法語發音：[bɛlu syʁ ɥin] ⓘ）是法国奥恩省的一个旧市镇，属于莫尔塔涅欧佩什区。2016年，于讷河畔贝卢与临近的2个市镇合并为新市镇佩尔什地区雷马拉尔。

## 地理
于讷河畔贝卢（48°25'32"N, 0°45'23"E）面积15.11 平方千米，位于法国诺曼底大区奧恩省，该省份为法国西北部内陆省份，北起顺时针与卡爾瓦多斯省、厄尔省、厄尔-卢瓦省、萨尔特省、马耶讷省和芒什省接壤。
与于讷河畔贝卢接壤的市镇（或旧市镇、城区）包括：布瓦西莫日、于讷河畔库尔莫日、科洛纳尔-科吕贝尔、迈松莫日、佩尔什昂诺塞、圣日耳曼德格鲁瓦、于讷河畔圣莫里斯、韦里耶尔。
于讷河畔贝卢的时区为UTC+01:00、UTC+02:00（夏令时）。

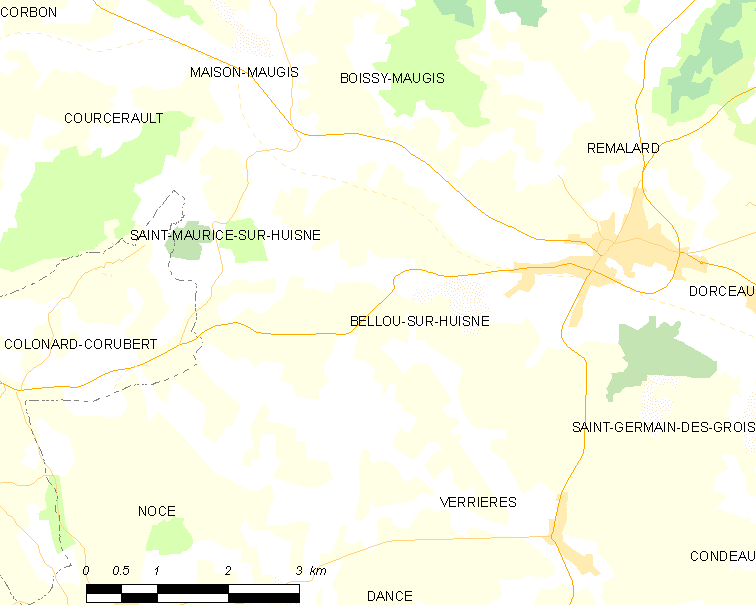
于讷河畔贝卢的OSM定位图

## 行政
于讷河畔贝卢的邮政编码为61110，INSEE市镇编码为61042。

## 政治
于讷河畔贝卢所属的省级选区为布勒通塞勒县。

## 人口

1962-2008年间于讷河畔贝卢人口变化图示

于讷河畔贝卢于2013时的人口数量为425人。